# 鱷龍

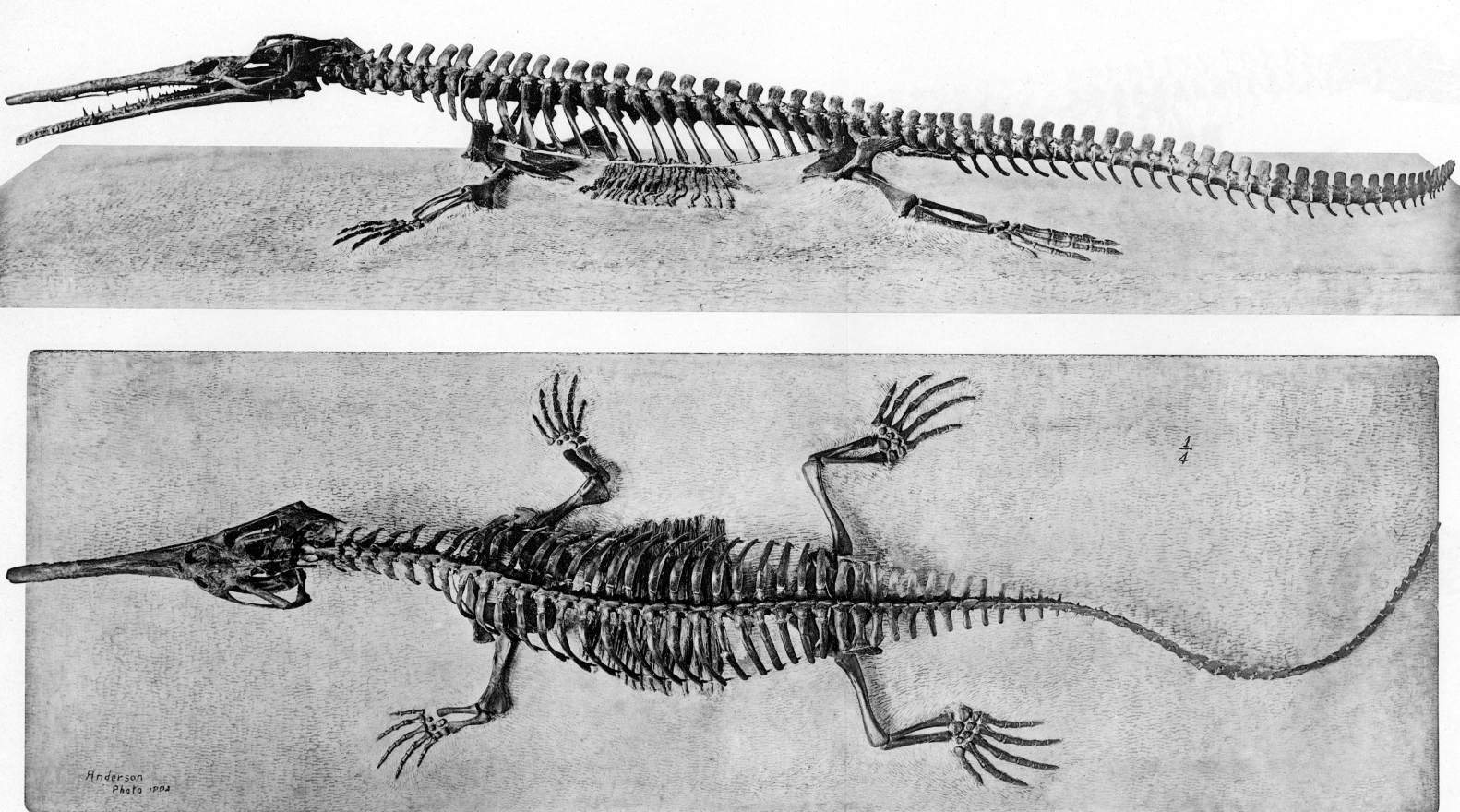
鱷龍的骨骼

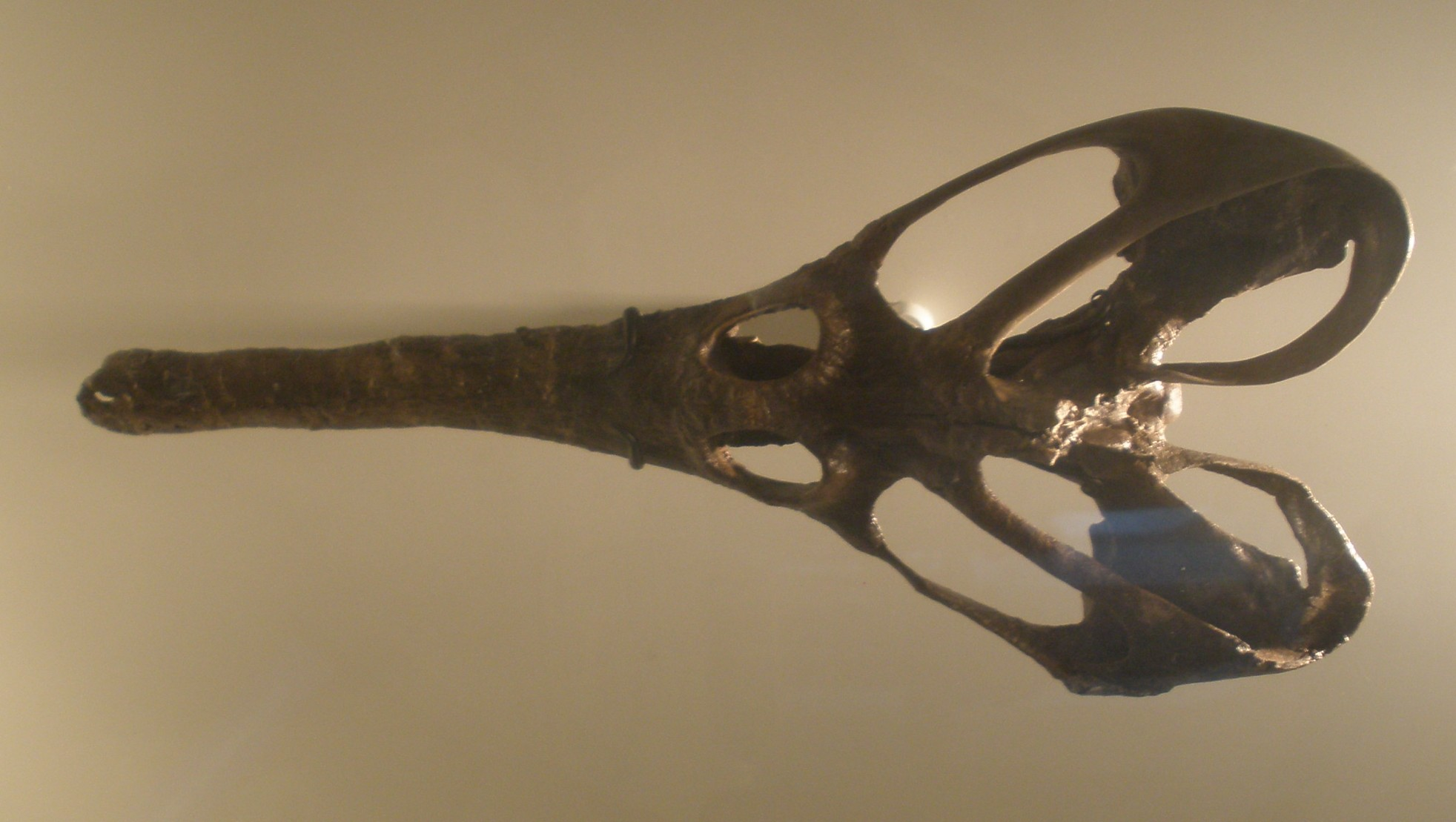
C. laramiensis的頭顱骨

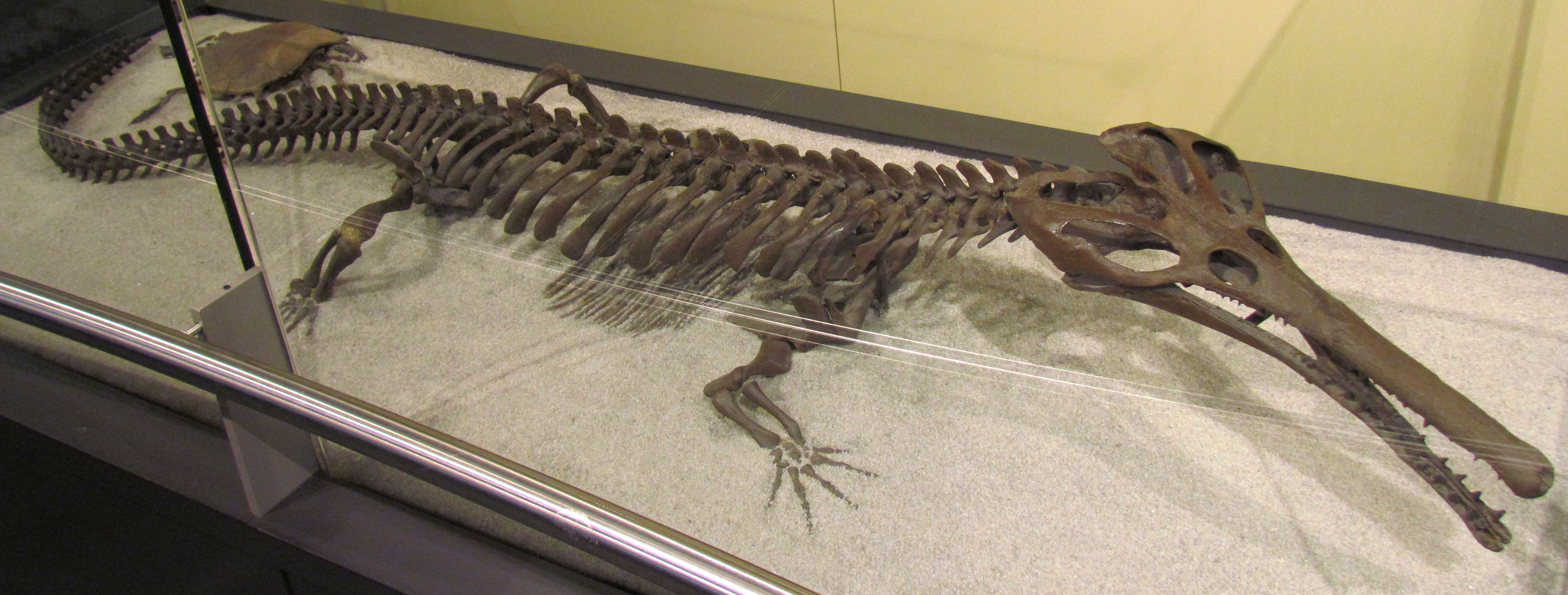
C. natator的骨骼

鱷龍（學名：Champsosaurus）是雙孔類爬行動物的一屬，屬於離龍目。身長約1.5公尺長。化石發現於北美洲的亞伯達省、薩克其萬省、蒙大拿州、新墨西哥州、懷俄明州、德州、以及歐洲的比利時與法國，地質年代為白堊紀晚期到始新世。近年也發現剛孵化鱷龍的化石。
離龍的屬名（Champsosaurus）意為「鱷魚蜥蜴」；Champso-根據一位古希臘語專家的宣稱：古埃及人將鱷魚稱為χαμψαι。
鱷龍外表類似恆河鱷，在水或沼澤中以牠們的長而佈滿牙齒的頜部捕食魚類。牠們可能以身體的側向運動來游泳，將四肢貼近身體以增加流線性，如同鱷魚與海鬃蜥。鱷龍眼後的頭骨非常寬廣，以利於強壯的下頜肌肉可附著在上面。